# Spiesia
Spiesia là một chi thực vật có hoa trong họ Đậu.